# Période de sunrise
Dans le contexte des noms de domaine, une période de sunrise (en anglais, sunrise period) est une période de temps après le lancement d'un nouveau domaine de premier niveau ou de second niveau au cours de laquelle les titulaires de marques peuvent enregistrer un nom de domaine contenant la marque détenue.
De nombreux domaines ont été lancés avec une période de sunrise, par exemple, .info,  .mobi, .pk, et .eu. L'Organisation mondiale de la propriété intellectuelle a fourni une assistance à l'administrateur du domaine .info Afilias durant sa période de sunrise.

## La période de sunrise dans le cadre des nouveaux domaines de premier niveau
En octobre 2013, la Trademark Clearinghouse a annoncé de nouvelles règles pour les périodes de sunrise des nouveaux domaines de premier niveau génériques (New gTLDs). Cela a eu pour conséquence de créer deux types de période de sunrise.

### End Date Sunrise
Dans ce type de période de sunrise, le registre peut annoncer la période de sunrise de façon tardive, le jour du lancement de la période. La période de sunrise doit durer dans ce cas pendant au minimum 60 jours. La durée peut être plus longue. Les titulaires de marques peuvent alors soumettre une demande de nom de domaine. À la fin de la période, toutes les demandes sont enregistrées par le registre et des enchères sont mises en place dans les cas où plus d'une demande a été soumise pour le même nom de domaine. Ce format de période de sunrise est plutôt à l'avantage des titulaires de marques.

### Start Date Sunrise
Dans ce type de période de sunrise, le registre doit informer du lancement de la période 30 jours avant son début. Une fois la période commencée, elle doit durer pendant un minimum de 30 jours (ou plus, à la discrétion du registre). Les demandes par des titulaires de marques sont traitées sur la base du principe du Premier arrivé, premier servi, de telle façon qu'il n'est pas besoin d'enchères. Les noms de domaine sont enregistrés directement pendant la période de sunrise. Ce type de période de sunrise est pour le moment encore rare parmi les lancements de nouveaux domaines de premier niveau génériques. Sa forme la rend plus intéressante pour les registres que pour les titulaires de marques.